# 半田靖史
半田 靖史（はんだ やすし、1956年10月29日 - ）は、日本の裁判官・弁護士。学習院大学法務研究科法務専攻教授。高松高等裁判所部総括判事、高知地方裁判所所長、福岡高等裁判所部総括判事を経て、弁護士登録。早稲田リガールコモンズ法律事務所に所属。長野県出身。長野県長野高等学校を経て、東京大学卒業。

## 経歴
- 1980年　司法修習生
- 1982年　東京地方裁判所 判事補
- 1984年　水戸地方裁判所 判事補
- 1987年　浦和地方・家庭裁判所 判事補
- 1990年　名古屋地方裁判所 判事補
- 1992年　名古屋地方裁判所 判事
- 1993年　千葉地方・家庭裁判所 判事
- 1996年　長野地方・家庭裁判所 飯田支部長
- 2000年　東京高等裁判所判事
- 2004年　札幌地方裁判所 部総括判事
- 2007年　東京地方裁判所 部総括判事
- 2011年　前橋地方裁判所 部総括判事
- 2014年　東京高等裁判所判事
- 2015年　高松高等裁判所部総括判事
- 2018年　高知地方・家庭裁判所所長
- 2021年　福岡高等裁判所 部総括判事
- 2022年　弁護士登録
- 2023年　早稲田リーガルコモンズ法律事務所入所[2]（シニアカウンセル）[3]

## 主な担当訴訟
- 北海道庁爆破事件再審請求（裁判長、請求を却下）
- 香川県未成年者喫煙禁止法違反事件（裁判長、無罪判決）
- 千葉地判平成7年12月13日判時1565号144頁（いわゆる「ダートトライアル事件」、無罪判決）